# Marga Martínez
Marga Martínez (Sevilla, 10 de noviembre de 1964) es una actriz española, conocida por interpretar el papel de Petra Arcos en la telenovela La promesa.

## Biografía
Marga Martínez, nacida el 10 de noviembre de 1964 en Sevilla (España), encontró el talento y la versatilidad para interpretar diversos papeles no sólo en teatro, sino también en televisión y cine.

## Carrera
Marga Martínez se licenció en la facultad de arte dramático del Instituto del teatro de Sevilla. Además, se especializó en la escuela de teatro de la citada ciudad española. Asimismo, ha realizado cursos de actuación frente a cámara, danza contemporánea, doblaje, programas de radio y televisión, entre otros.
A lo largo de su carrera ha actuado en diversas obras de teatro como Pantaleón y las visitadoras, Taseo, Farsa y licencia de la reina Castiza, en varios espectáculos de Café-Teatro, Insólito sindicato, Calladita estás más guapa, Ida Perra con compás, Estrella sublime, Capote de Valentía y Solas. También ha actuado en varias películas como en 2003 en Acosada, en 2008 en Saca la plata, en 2010 en ¡Primaria! y en 2010 en La voz dormida y en cortometrajes como Temperamento cañí, Transparencias y Arregladas.
También ha actuado en diversas series de televisión como en 2006 y 2007 en La dársena de poniente, en 2012 en Arrayán, en 2016 en Centro médico, en 2019 en La peste y en 2023 en La promesa, mientras que en 2008 protagonizó en la película para televisión Violetas.

## Filmografía

### Cine
| Año  | Título         | Personaje             | Director        |
| ---- | -------------- | --------------------- | --------------- |
| 2003 | Acosada        | Madre 1               | Pedro Costa     |
| 2008 | Saca la plata  |                       | Kit Hilarie     |
| 2010 | ¡Primaria!     | Profesora / Psicóloga | Iván Noel       |
| 2011 | La voz dormida | Ramona Marín          | Benito Zambrano |

### Televisión
| Año           | Título                 | Personaje   | Cadeña               | Notas                                                 |
| ------------- | ---------------------- | ----------- | -------------------- | ----------------------------------------------------- |
| 2006-2007     | La dársena de poniente | Reme        | TVE                  | 10 episodios                                          |
| 2008          | Violetes               | Toñi        |                      | Película para televisión dirigida por Rafa Montesinos |
| 2012          | Arrayán                |             | Canal Sur Televisión | 1 episodio                                            |
| 2016          | Centro médico          | La 1        |                      | 1 episodio                                            |
| 2019          | La peste               | Movistar+   |                      | 1 episodio                                            |
| 2023-presente | La promesa             | Petra Arcos | La 1                 | ¿? episodios                                          |

### Cortometrajes
| Título            | Director       |
| ----------------- | -------------- |
| Temperamento cañí | Manuel Raya    |
| Transparencias    |                |
| Arregladas        | Rosario Zurera |

## Teatro
| Título                               | Director                                     | Notas                                                           |
| ------------------------------------ | -------------------------------------------- | --------------------------------------------------------------- |
| Pantaleón y las visitadoras          | Carlos Álvarez                               | Con la compañía TES                                             |
| Taseo                                |                                              | Montaje de calle por la Cía. La Pupa yira por Córdoba y Sevilla |
| Farsa y licencia de la reina Castiza | José María Buzón                             | Circuito diputación de Sevilla                                  |
| Varios espectáculos de Café-Teatro   |                                              | Con Producciones Tónica Negra de Sevilla                        |
| Insólito sindicato                   | Monólogo de humor en la sala Cero de Sevilla |                                                                 |
| Calladita estás más guapa            | Monólogo de humor en la sala Cero de Sevilla |                                                                 |
| Ida Perra con compás                 | Manuel Cañadas                               | Espectáculo de danza                                            |
| Estrella sublime                     |                                              | De la Cía en la Bastarda Española y textos propios              |
| Capote de Valentía                   |                                              | De la Cía en la Bastarda Española y textos propios              |
| Solas                                | J. Carlos Plaza                              | Circuito Andaluz de teatro                                      |

## Premios y reconocimientos
| Año  | Premio                     | Categoría             | Trabajo               | Resultado |
| ---- | -------------------------- | --------------------- | --------------------- | --------- |
| 2020 | Premio Feria Palma del Río | Espetáculo revelación | Vida perra con compás | Ganadora  |